# Dekanat Nürnberg-Süd
Das Dekanat Nürnberg Süd ist ein Dekanat der römisch-katholischen Kirche im Bistum Eichstätt. Im Dekanat leben rund 60.000 Katholiken auf etwa 413 km². Territorial umfasst das Dekanat den südlichen zum Bistum Eichstätt gehörenden Teil der mittelfränkischen Stadt Nürnberg, Teile des Landkreises Nürnberger Land und einzelne Orte der angrenzenden Orte. Am 12. Juni 2011 wurde es aus den ehemaligen Dekanaten Altdorf bei Nürnberg und Nürnberg Süd gegründet. Der Großteil der Stadt Nürnberg gehört zum Dekanat Nürnberg des Erzbistums Bamberg. Es gehören 21 Pfarreien zum Dekanat Nürnberg Süd, die in fünf Pfarreienverbünde organisiert sind. 2024 wurde Kasten Junk Nachfolger von Rudolf Batzdorf als Dekan.

## Pfarreien
- Nürnberg-Eibach, St. Walburga
- Nürnberg-Fischbach, Heilig Geist[7][8]
- Nürnberg-Herpersdorf, Corpus Christi
- Nürnberg-Neukatzwang, St. Marien
- Nürnberg-Kornburg; Maria Königin
- Nürnberg-Moorenbrunn, Mutter vom Guten Rat[7][8]
- Nürnberg-Reichelsdorf, Heilige Familie
- Schwarzenbruck, St. Joseph
- Stein, St. Albertus Magnus
- Winkelhaid-Burgthann, Mariä Aufnahme in den Himmel
- Altdorf, Heiligste Dreifaltigkeit
- Feucht, Herz-Jesu
- Leinburg, St. Joseph
- Nürnberg-Langwasser, Heiligste Dreifaltigkeit
- Nürnberg, Maria am Hauch
- Nürnberg-Langwasser, Menschwerdung Christi
- Nürnberg-Langwasser, St. Maximilian Kolbe
- Nürnberg, St. Rupert
- Nürnberg-Langwasser, Zum Guten Hirten
- Nürnberg-Altenfurt, St. Sebald[7][8]